# Håby kyrka
Håby kyrka är en kyrkobyggnad i Munkedals kommun. Den tillhör sedan 2022 Munkedals församling (tidigare Håby församling) i Göteborgs stift.

## Kyrkobyggnaden
I Håby byggdes en kyrka redan under 1100-talet. Den första kyrkan hade troligen ett rektangulärt långhus med smalare, rakt avslutat kor. Det nuvarande koret, som uppfördes 1731 mot öster i långhusets bredd och höjd, fick en tresidig avslutning. Samtidigt fick kyrkorummet ett trävalv. År 1869 tillkom västtornet av trä med spetsig spira, vars bottenplan fungerar som vapenhus. Tidigare var kyrkklockan upphängd i en klockstapel. 
År 1939 restaurerades kyrkan under ledning av Axel Forssén, varvid den nuvarande sakristian som är murad intill korets nordmur tillkom efter att sakristian från 1871 hade rivits. Kyrkans exteriör präglas huvudsakligen av 1700-tal och är 25 meter lång och nio meter bred invändigt. Innertaket är ett flackt trätunnvalv. Hela interiören ommålades 1968.

## Inventarier
- Altaruppsatsens ursprungliga mittparti är förstört. Här har monterats en altartavla från 1939. Det rikt skulpterade ramverket med arkitektonisk uppbyggnad härrör från 1600-talets första hälft. *Dopfunten (1647) är av snidat trä liksom predikstolen från 1650. Predikstolens barriär är dock senare och ljudtaket snidades 1692. Dessa liksom altaruppsatsen är signerade av Jörgen Larsson.
- Patenen i silver är från 1667.
- En kalk av silver med förgyllning är tillverkad 1756.
- Oblatasken och vinkannan av silver tillfördes kyrkan 1887.
- Orgelläktaren, från kyrkans byggnadstid, sträcker sig utmed långhusets västra vägg. Målningarna i den fältindelade barriären utfördes 1915 av Teodor Wallström. Samma år konserverade han flera inventarier.

## Orgel
Kyrkan fick sin första orgel 1898. Den ersattes 1975 av en ny orgel från John Grönvall Orgelbyggeri.